# Els Omellons
Els Omellons és un municipi de la comarca de les Garrigues. El poble està ubicat entre la població de les Borges Blanques i L'Espluga Calba. En el seu terme municipal passa un tram de la línia férrea Lleida-Tarragona. S'arriba al municipi a través la carretera local LV-2012. És regat pel barranc del Turull i al nord-est pel canal Segarra-Garrigues.

## Geografia
- Llista de topònims dels Omellons (Orografia: muntanyes, serres, collades, indrets..; hidrografia: rius, fonts...; edificis: cases, masies, esglésies, etc).

## Demografia
| 1497 f | 1515 f | 1553 f | 1717 | 1787 | 1857 | 1877 | 1887 | 1900 | 1910 |
| ------ | ------ | ------ | ---- | ---- | ---- | ---- | ---- | ---- | ---- |
| -      | -      | 14     | 126  | 239  | 837  | 989  | -    | 513  | 507  |

| 1920 | 1930 | 1940 | 1950 | 1960 | 1970 | 1981 | 1990 | 1992 | 1994 |
| ---- | ---- | ---- | ---- | ---- | ---- | ---- | ---- | ---- | ---- |
| 451  | 465  | 420  | 434  | 363  | 348  | 288  | 282  | 271  | 271  |

| 1996 | 1998 | 2000 | 2002 | 2004 | 2006 | 2008 | 2010 | 2012 | 2014 |
| ---- | ---- | ---- | ---- | ---- | ---- | ---- | ---- | ---- | ---- |
| 271  | 266  | 264  | 251  | 253  | 252  | 241  | 254  | 243  | 232  |

| 2016 | 2018 | 2020 | 2022 | 2024 | 2026 | 2028 | 2030 | 2032 | 2034 |
| ---- | ---- | ---- | ---- | ---- | ---- | ---- | ---- | ---- | ---- |
| 217  | 212  | 206  | 198  | 190  | -    | -    | -    | -    | -    |

El 1897 es disgrega la Floresta.

## Economia
L'economia local es basa en l'agricultura, concretament en el cultiu de l'oli, l'almetlla i el raïm. La producció d'oli està registrada sota la Denominació d'Origen Protegida Les Garrigues, i està reconegut com un dels millors olis del món. La producció de vi està controlada per la Denominació d'Origen Costers del Segre.

## Lloc d'interès i edificis llistats
- Casa Llorach, data de 1770, construïda damunt dos molins, un d'oli i l'altre de farina. Hi va viure el poeta romàntic Ezequiel Llorach (1846-1887). Es tracta d'una casa pairal declarada Monument Artístic Nacional. Conserva una interessant finestra àrab, amb una reixa decorada amb sis mitges llunes, i a la façana té l'escut dels Llorach.
- Església Parroquial de Sant Miquel, originària del segle xviii, té una formidable façana barroca i un campanar de torre de planta quadrada. Al temple, de tres naus, s'hi conserva un notable retaule barroc de pedra.

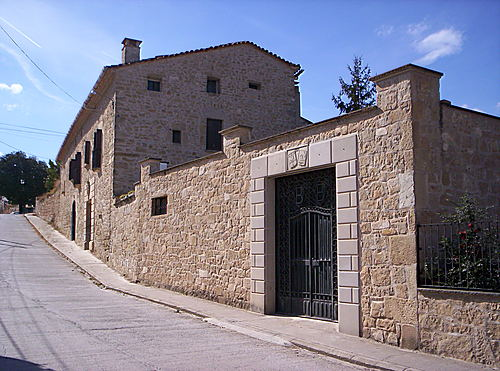
Casa Llorach

- Ca l'Aixalà
- Cal Doixo
- Cal Montserrat
- Construccions de pedra seca
- Molí de blat la Biana
- Pont Nou
- Pont Vell
- Rentadors municipals

## Personatges cèlebres
El poeta nascut en aquesta localitat Ezequiel Llorach (1846-1887), va publicar dos llibres, Vibraciones del sentimiento i Acteón, a més de diversos poemes.

## Curiositat anecdòtica
El febrer del 2000 aparegueren uns estranys cercles en un camp d'ordi. El diari local la Mañana va difondre una nota que saltà a tota la premsa nacional: «Alarma en un poble per una broma que simula un aterratge OVNI», deia el titular. Però ni el presumpte bromista va aparèixer ni tampoc cap veí va declarar veure cap «objecte volant» desconegut per la rodalia.

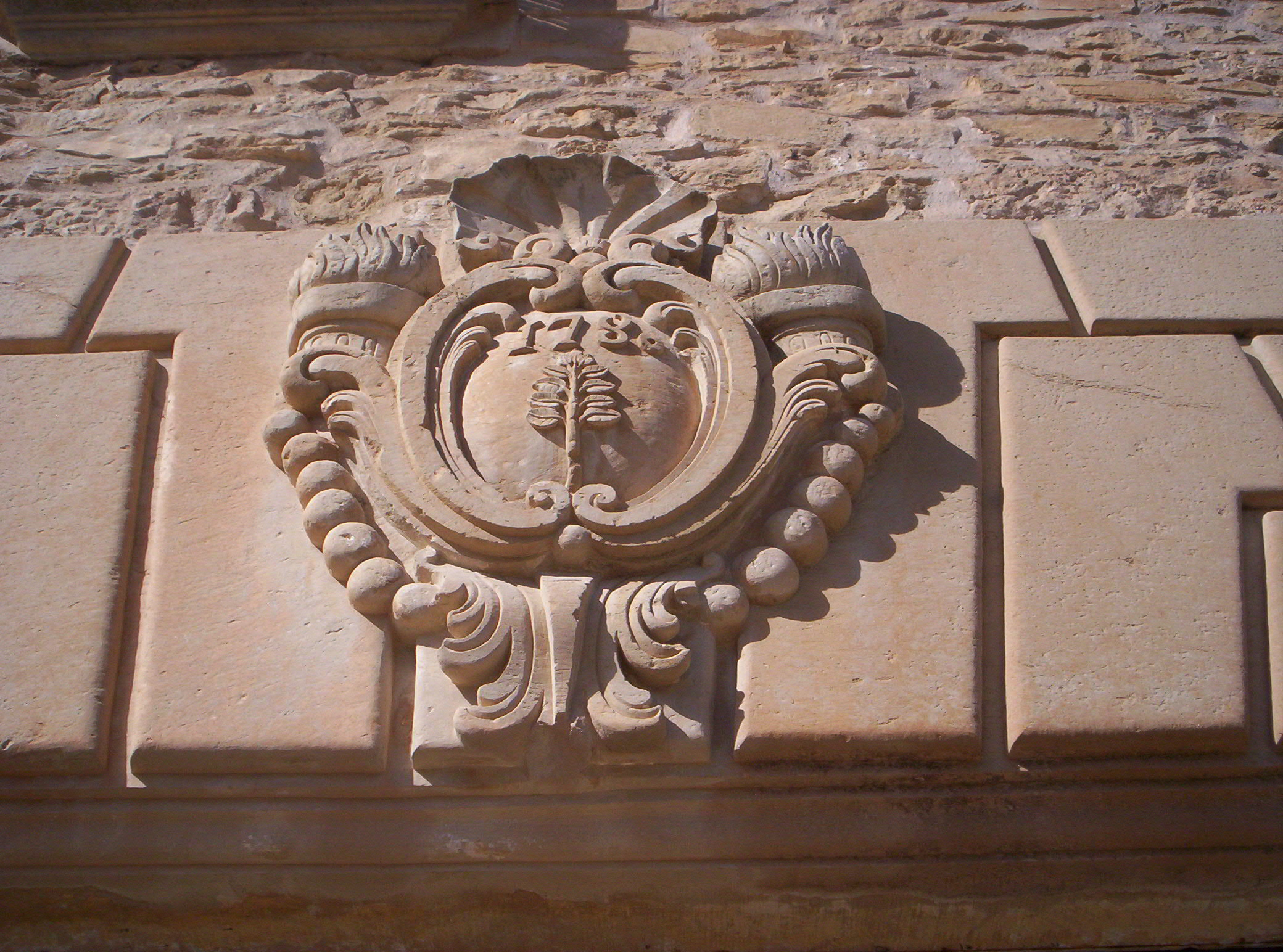
Un dels dos escuts de Casa Llorach